# Taka, Hyōgo
Taka (japanska: 多可町?, Taka-chō) är en landskommun (köping) i Hyōgo prefektur i Japan.  
Taka ligger cirka 45 kilometer nordväst om centrala Kobe.
Kommunen bildades 2005 genom sammanslagning av kommunerna Naka, Kami och Yachiyo. 